# McKinley Nunatak
McKinley Nunatak är en nunatak i Antarktis. Den ligger i Västantarktis. Nya Zeeland gör anspråk på området. Toppen på McKinley Nunatak är 1 821 meter över havet.
Terrängen runt McKinley Nunatak är bergig åt sydväst, men åt nordost är den kuperad. Trakten är obefolkad. Det finns inga samhällen i närheten.